# Sender Hirschlanden
Der Sender Hirschlanden war ein Mittelwellensender für Hörfunk. Er befand sich etwa zwei Kilometer südlich des Ditzinger Ortsteils Hirschlanden (Baden-Württemberg). 

## Geschichte
Als Antennenträger ließ die Oberpostdirektion Stuttgart 1963 einen 40 Meter hohen, gegen die Erde isolierten abgespannten Stahlfachwerkmast mit quadratischem Querschnitt errichten. Dieser diente bis zum 7. März 2014 um 14:45 Uhr zur Abstrahlung des AFN-Programms auf der Frequenz 1143 kHz (Eigentümer ist die Deutsche Telekom AG). Die kreuzförmige Dachkapazität auf der Spitze wurde erst 2001 montiert, um den Sendemast für die niedere Frequenz des Senders Megaradio elektrisch zu verlängern. Vom 16. Januar 2002 bis zum 4. April 2003 wurde von diesem Sendemast auch das Programm von Megaradio auf 738 kHz abgestrahlt. Vom 15. August 2005 bis zur Einstellung des Senders im Jahr 2008 wurde auf dieser Frequenz über diesen Mast das Programm von Truckradio abgestrahlt. Der Sendemast wurde am 15. September 2015 abgebaut, das Sendegebäude Mitte Dezember 2015.

## Bilder

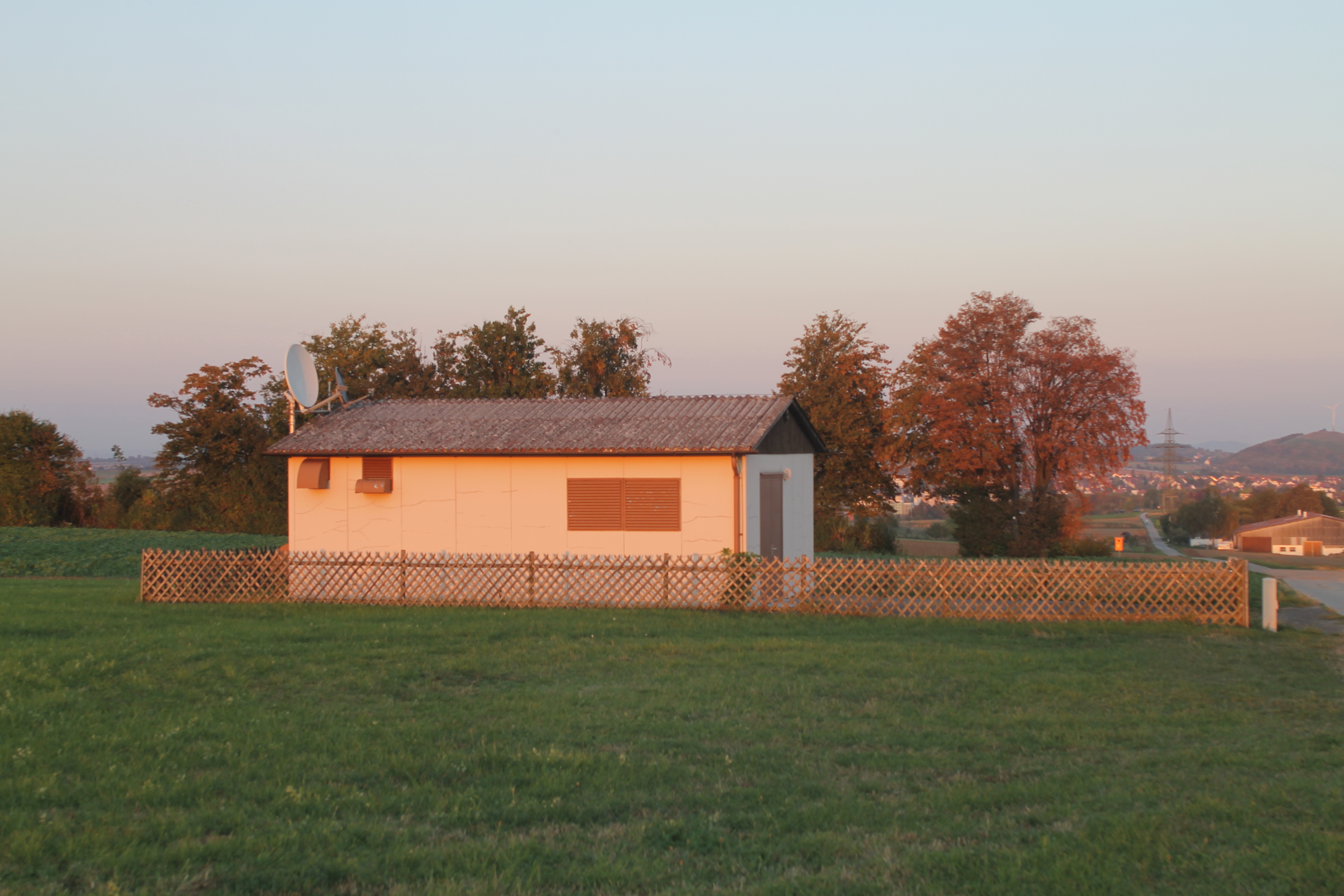
Sendergebäude des Senders Hirschlanden
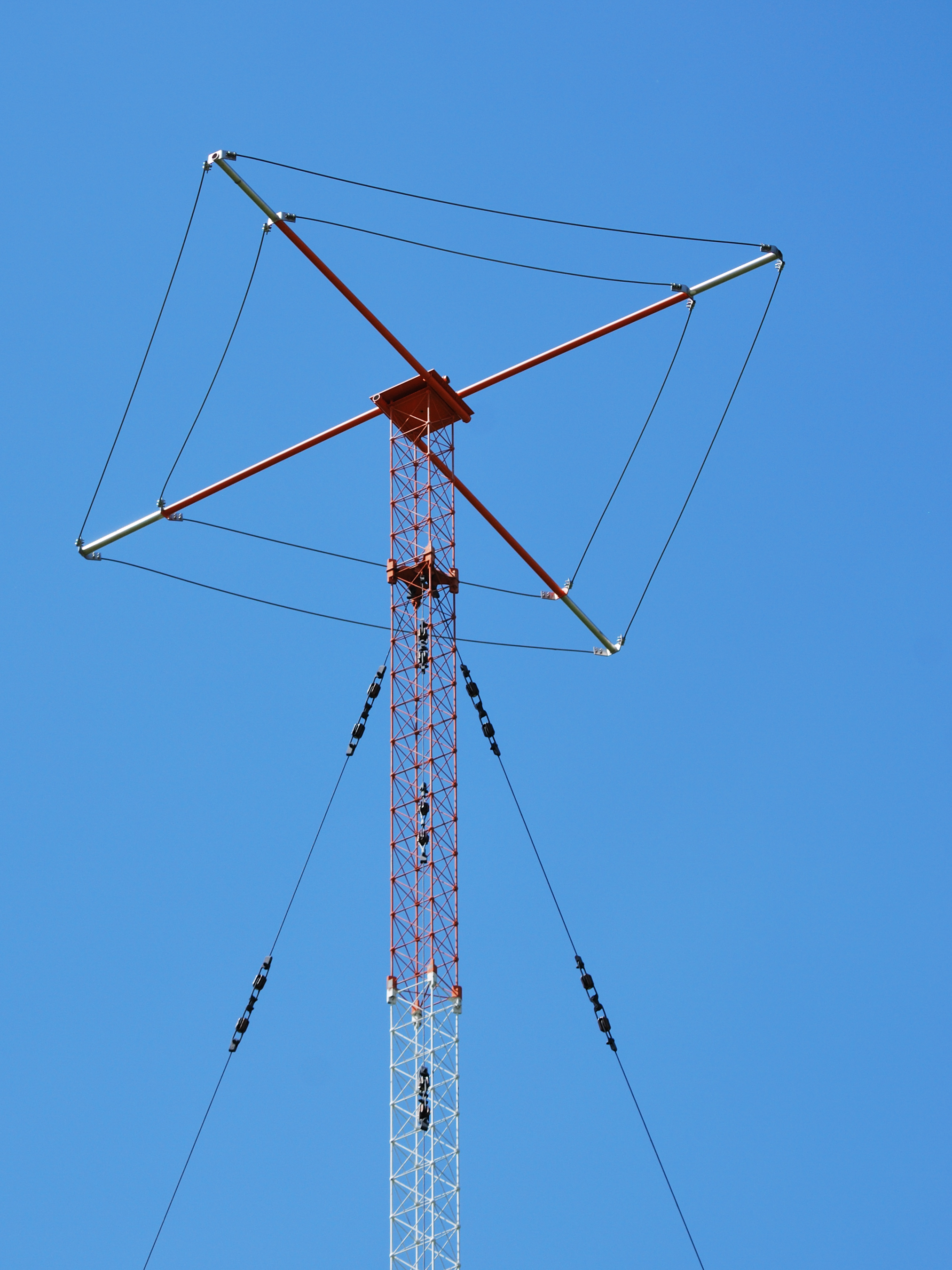
Dachkapazität des Sendemastes
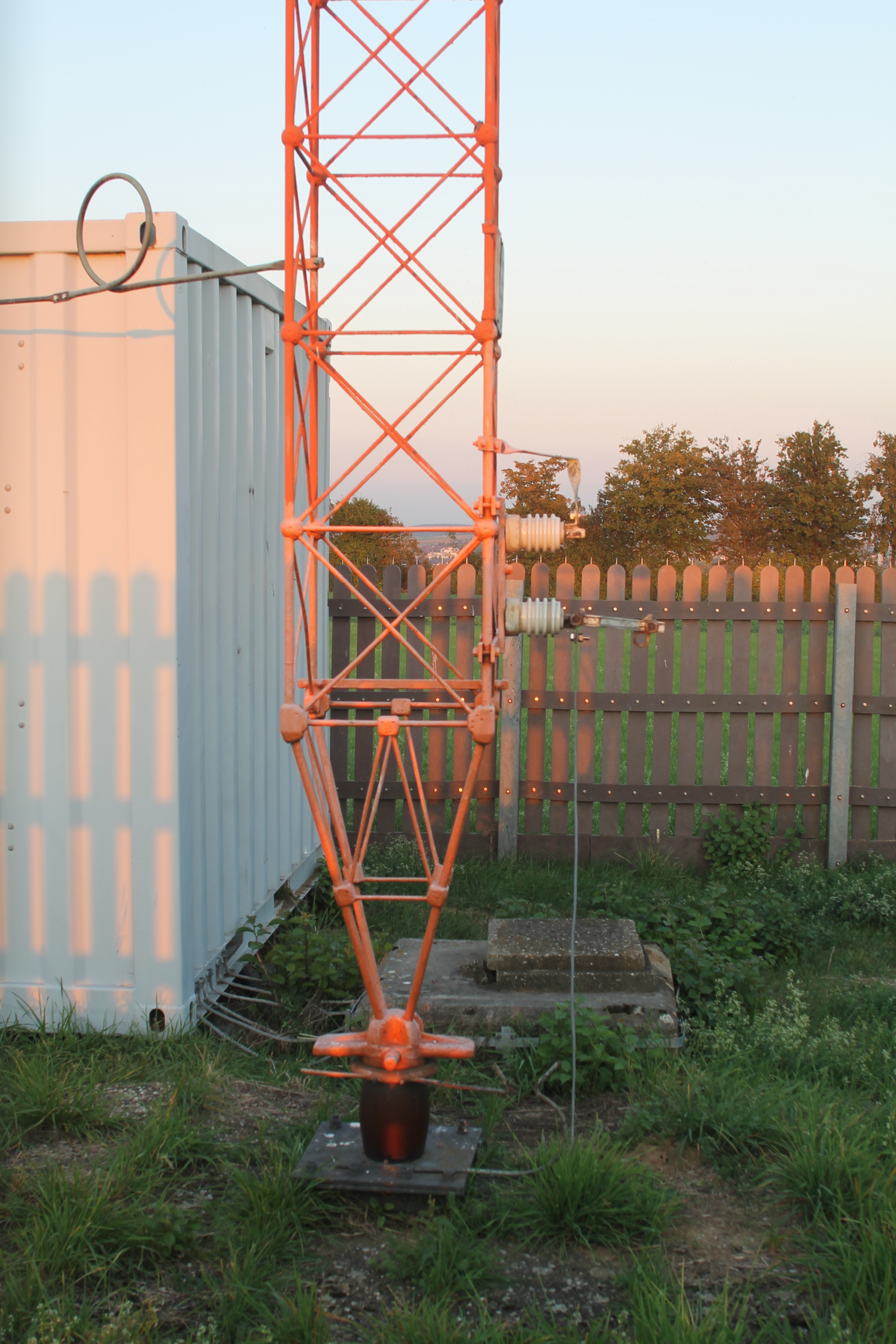
Fuß des Sendemastes